# ロス・パンチョス
ロス・パンチョス（Los Panchosまたは、Trío los Panchos）はメキシコのラテン音楽グループ。

## 概要
メキシコ人のアルフレッド・ヒル と、チューチョ・ナバロ、プエルトリコ人のエルナンド・アビレス によって、1944年にアメリカ合衆国のニューヨーク州で結成されたラテン音楽の楽団であり、1981年までは「トリオ・ロス・パンチョス（Trío Los Panchos）」と名乗っていた。
メキシコをはじめとする中南米諸国のみならず、アメリカ合衆国のスペイン語話者の絶大なる人気を得ている。ただ、グループは存続しても、メンバーの交代がある。各ボーカルもギターを演奏する。ちなみにレキントギターは小型のギターの一種 である。

## メンバー

### メンバーの推移
1944年から、1981年までの「トリオ・ロス・パンチョス」時代、第二ボーカルがチューチョ・ナバロ、レキントギターがアルフレード・ナバロという体勢であった。
1944年〜1951年
- エルナンド・アビレス　

- チューチョ・ナバロ　

- アルフレード・ヒル

1951年〜1952年
ボリビア人のラウル・ショー・モレノが、1951年にトリオ・ロス・パンチョスのメンバーとなり、エルナンド・アビレスにかわり、1952年まで短期間第一ボーカルを担当した。
- ラウル・ショー・モレノ　

- チューチョ・ナバロ　

- アルフレード・ヒル

1952年〜1956年
プエルトリコ人のフリオ・ロドリゲスが、モレノの後を継ぎ、1952年から1956年まで、第一ボーカルを担当する。。
- フリオ・ロドリゲス　

- チューチョ・ナバロ　

- アルフレード・ヒル

1956年〜1958年
創業メンバーのアビレスが、ロドリゲスから引継ぎ第一ボーカルを担当する。
- エルナンド・アビレス　

- チューチョ・ナバロ　

- アルフレード・ヒル

1958年〜1966年
プエルトリコ人のジョニー・アルビノが、1958年に第一ボーカルを、アビレスから引き継ぐ。
- ジョニー・アルビノ　

- チューチョ・ナバロ　

- アルフレード・ヒル

1966年〜1971年
エンリケ・カセレスが、1966年に第一ボーカルを、アルビノから引き継ぐ。
- エンリケ・カセレス　

- チューチョ・ナバロ　

- アルフレード・ヒル

1971年〜1976年
メキシコ人のオビディオ・エルナンデスが、1971年にカセレスから第一ボーカルを引き継ぐが、1976年に急死する。
- エンリケ・カセレス　

- チューチョ・ナバロ　

- アルフレード・ヒル

1976年〜1981年
メキシコ人のラファエル・バスルト・ララが、逝去したエルナンデスの後の第一ボーカルを引き継ぐ。
- ラファエル・バスルト・ララ　

- チューチョ・ナバロ　

- アルフレード・ヒル

1981年〜1993年
レキントギターを創始から担当していたアルフレード・ヒルが1981年に引退し、ロス・パンチョス Los Panchos に名前を変更、
- ラファエル・バスルト・ララ　

- チューチョ・ナバロ

1993年〜
チューチョ・ナバロが、第二ボーカルを現役で続けている最中の1993年に死去する。ラファエル・バスルト・ララが、La Voz de Los Panchos と名乗り活動する。

### メンバーの一覧
- アルフレード・ヒル　Alfredo Gil  (1915年8月5日～1999年10月10日)　メキシコ人
- チューチョ・ナバロ　Chucho Navarro　(1913年1月2日～1993年12月23日)　メキシコ人
- エルナンド・アビレス　Hernando Avilés　(1914年2月1日～1986年7月26日)　プエルトリコ人
- ラウル・ショー・モレノ　Raúl Shaw Moreno　(1923年11月3日～2003年4月14日)　ボリビア人
- フリオ・ロドリゲス　Julio Rodríguez　(1927年11月3日～2013年7月27日)　プエルトリコ人
- ジョニー・アルビノ　Johnny Albino　(1919年12月19日～2011年5月7日)　プエルトリコ人
- エンレケ・カセレス　Enrique Cáceres Méndez　(1934年～2011年8月22日)　　メキシコ人
- オビディオ・エルナンデス　Ovidio Hernández　(1933年12月31日～1976年9月27日)　メキシコ人
- ラファエル・バスルト・ララ　Rafael Basurto Lara　(1941年4月15日～)　メキシコ人

## 主なヒット曲
- キエン・セラ　Quién será
- ある恋の物語　Historia de un amor
- ラ・マラゲーニャ（英語版）　La malagueña
- キサス・キサス・キサス　Quizás, quizás, quizás
- ソラメンテ・ウナ・ベス　Solamente una vez
- ベサメ・ムーチョ　Bésame mucho
- その名はフジヤマ　Se llama Fujiyama

## エピソード
1959年に樋口久人の招聘により初来日。竹中労の『呼び屋:その生態と興亡』、『ルポライター事始』では無名だったロスパンチョスを売り出すための樋口の型破りなプロモーションを綴っている。その後も日本公演を多数行っている。また、1962年に日本のテレビコマーシャルに初めての外国人タレントとして出演する。また、日本公演のためのオリジナル曲に『その名はフジヤマ』がある。
メキシカンハットにポンチョ、ギターを抱えるというスタイルは本トリオが考え出したものであり、これがこのまま日本における南米人のステレオタイプ的描写となった。